# Sztynort
Sztynort (deutsch Steinort, bis 1928 Groß Steinort) ist ein Dorf in der Gemeinde Węgorzewo (Angerburg), in der polnischen Woiwodschaft Ermland-Masuren. Im Ort liegt das mittelbarocke, derzeit marode Schloss Steinort.

## Geographische Lage
Das Dorf liegt im Norden der Masurischen Seenplatte auf der Halbinsel Jez zwischen Mauer-, Dargeinen- und Dobensee. Rastenburg/Kętrzyn liegt 25 Kilometer südwestlich, Angerburg/Węgorzewo 19 Kilometer in nördlicher Richtung.

## Geschichte
Anfang des 16. Jahrhunderts wurde die Familie von Lehndorff, die in der Gegend von Königsberg ansässig war, mit einem großen Stück Land belehnt, welches „Steinorter Wildnis“ hieß. Viele angrenzende Orte gehörten dazu.
Die ersten Besitzer hießen mit Vornamen Casper, Fabian und Sebastian. Sie waren Amtshauptmänner von Preußisch Eylau bzw. von Oletzko, gefolgt von Meinhard (Landrat von Rastenburg, Oberstleutnant, geboren 1590). Er legte den Steinorter Park, die Eichenallee sowie den Kreuzgang aus ionischen Säulen an. Ein Teil der Eichen steht für jedes auf Steinort geborene Kind der Familie von Lehndorff.

### Bis 1945

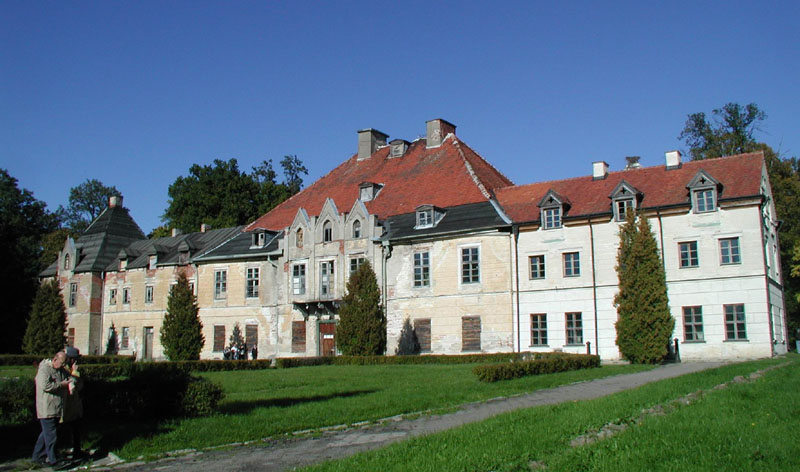
Das verfallende Lehndorffsche Schloss (2000)

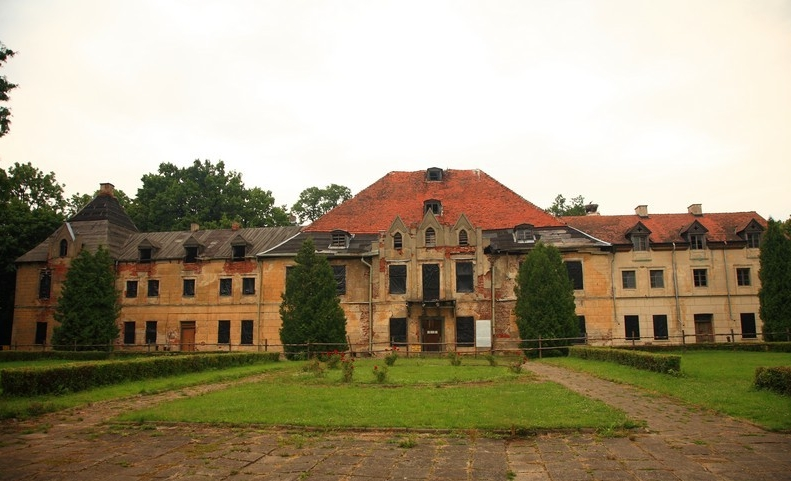
Das verfallene Lehndorffsche Schloss (2008)

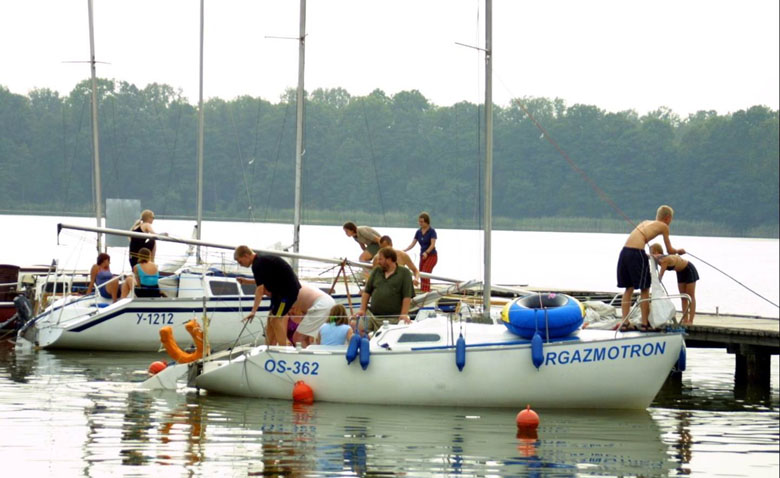
Der Hafen von Sztynort

Der Ort mit dem zugehörigen Gutshof ist auch der Stammsitz der Familie von Lehndorff. Der 1637 geborene Ahasverus war Nachfolger auf Steinort. Seine dritte Frau Eleonore ließ das Herrenhaus errichten. Sein Sohn Ernst Ahasverus übernahm die Nachfolge. Von 1758 führte dessen Sohn Ernst Ahasverus Heinrich (* 1727) die Linie weiter. 1770 wurde sein Sohn Carl Ludwig geboren, er übernahm dann Steinort. Er hatte fünf Kinder. Der älteste Sohn Carl Meinhard übernahm 1854 Steinort. Carl Meinhard heiratete seine Cousine Anna, geborene Gräfin Hahn-Basedow, die nach seinem Tod 1883 die Leitung des Besitzes bis zur Mündigkeit ihres Sohnes Carl Meinhard übernahm. Dieser Carl Meinhard („Caroll“) blieb unverheiratet. Da er kinderlos war, ging der Besitz 1936 (nach seinem Tode) auf die Linie Preyl seines Onkels Heinrich über. Von dessen zwei Söhnen erbte der jüngere, Manfred (der ältere, Heinrich war im Ersten Weltkrieg gefallen). Manfred verzichtete und übergab an seinen Sohn Heinrich Graf von Lehndorff, der wegen seiner Beteiligung am Attentat auf Hitler 1944 hingerichtet wurde. Da Heinrichs Bruder Ahasverus im Krieg gefallen war, hätte Hans Graf von Lehndorff (Vetter von Heinrich) die Linie weiterführen können.
Unter Leitung des erfahrensten Restaurators der Königlichen Schlösser in Berlin wurde das Schloss – Raum für Raum – Ende der 1930er Jahre einer grundhaften Sanierung unterzogen. Es war bis zum Einzug der Roten Armee im Januar 1945 in tadellosem Zustand.
Heinrich Graf von Lehndorff bewohnte mit seiner Familie einen Flügel des Schlosses; in der anderen Hälfte wurde 1941 das „Feldquartier“ von Reichsaußenminister von Ribbentrop eingerichtet. Sein Stab bewohnte das nahe Gästeheim Jägerhöhe am Schwenzaitsee.
Sechs Kilometer nördlich von Steinort hatte das Oberkommando des Heeres sein Feldlager Mauerwald mit ausgedehntem Bunkersystem gebaut. Elf Kilometer östlich des Ortes befand sich Himmlers Feldkommandostelle Hegewald.

#### Amtsbezirk Steinort (1874–1945)
Am 6. Mai 1874 wurde der Amtsbezirk Steinort errichtet, der Zeit seines Bestehens zum Kreis Angerburg im Regierungsbezirk Gumbinnen der preußischen Provinz Ostpreußen gehörte. Anfangs waren sieben, am Ende noch drei Orte eingegliedert:
| Name                          | Änderungsname 1938 bis 1945 | Polnischer Name | Bemerkungen                                  |
| ----------------------------- | --------------------------- | --------------- | -------------------------------------------- |
| Groß Steinort                 | seit 1928: Steinort         | Sztynort        |                                              |
| Kirsaiten Hof                 |                             | Kirsajty        | 1928 nach Steinort eingemeindet              |
| Pristanien                    | Paßdorf                     | Przystań        |                                              |
| Stawiska                      | Teichen                     | Stawiska        | 1928 nach Steinort eingemeindet              |
| Stawken                       | Staken                      | Stawki          | 1928 nach Pristanien eingemeindet            |
| Stobben                       |                             | Pniewo          | 1928 nach Steinort eingemeindet              |
| Taberlack                     |                             | Tarławki        |                                              |
| seit vor 1908: Klein Steinort |                             | Sztynort Mały   | 1928 nach Steinort eingemeindet              |
| seit 1928: Serwillen          |                             | Surwile         | bis 1928 Amtsbezirk Salzbach, Kr. Rastenburg |

Am 1. Januar 1945 gehörten nur noch die Gemeinden Paßdorf, Steinort und Taberlack zum Amtsbezirk Steinort.

### Nach 1945

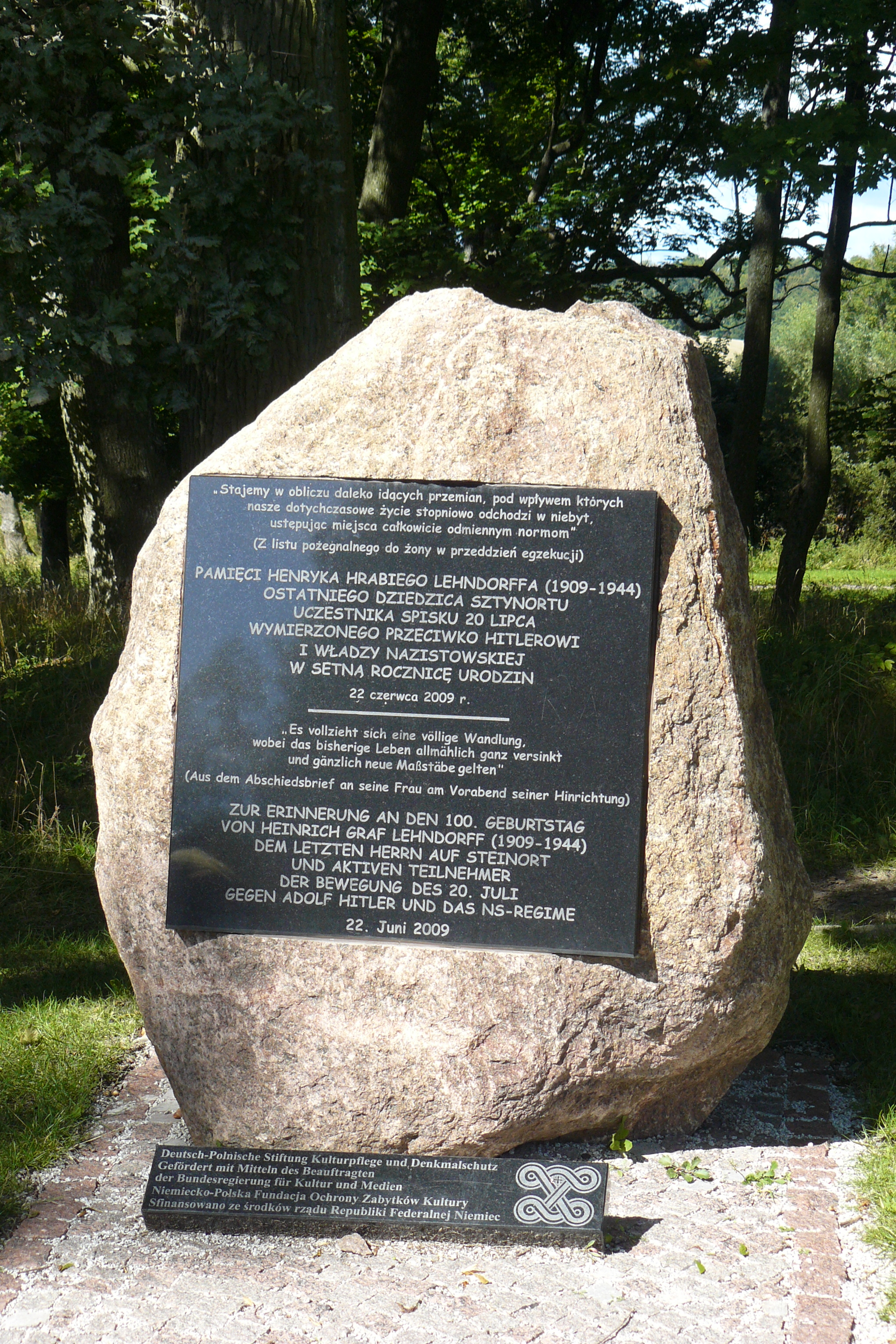
Gedenkstein am Schloss für Heinrich Graf von Lehndorff

Nach längerer Besetzung durch die Rote Armee seit 1945 war im Schloss ab den 1950er Jahren eine landwirtschaftliche Produktionsgenossenschaft (PGR) untergebracht. In den 1990er Jahren kam die gesamte Anlage mit Wirtschaftsbereich in die Hände eines damit überforderten Österreichers, dann an eine Warschauer Firma (Jachtbetreiber). Derzeit kann das Schloss nur von außen besichtigt werden, da es mit der Zeit stark verfallen ist und mit den Renovierungsarbeiten erst kürzlich begonnen wurde. Die größte Kostbarkeit des maroden Baus waren die bemalten und geschnitzten barocken Holzdecken im Mittelteil. Im November 2009 erwarb die Polnisch-Deutsche Stiftung Kulturpflege und Denkmalschutz das Schloss. Nach umfangreichen Sanierungsmaßnahmen soll es als Begegnungsstätte genutzt werden. Es wird, zusammen mit der deutschen Schwesterstiftung, um ein Nutzungskonzept gerungen, um großzügig Fördermittel zu erhalten. Bisher wurde nur „der Weg kleiner Schritte“ gegangen, mit Geld privater deutscher Spender und Mitteln aus dem polnischen Kulturministerium. Dringende Notsicherungsmaßnahmen erfolgten bis Herbst 2013. Eingebrachte Hilfskonstruktionen stabilisieren den Bau statisch, insbesondere auch die Unterkellerung, die Mauerkronen des Mittelteils werden gefestigt, die Fensteröffnungen werden provisorisch durch Folien mit Schlitzen geschlossen, ein Notdach wurde aufgezogen. Bisher regnete es herein und der Schwamm breitete sich aus. Die wertvollen, teilweise bereits zerstörten Deckenbretter (1500 m²) wurden vor Jahren herausgenommen und wenig sachgerecht zwischengelagert. Sie wurden 2013 desinfiziert und imprägniert.
Die Grabkapelle der Lehndorffs ist ab 1945 mehrfach geplündert und zur Ruine geworden. Der Dachstuhl des Mausoleums wurde 2018 erneuert.
Zu Beginn der 2000er Jahre wurde das bisher in Sztynort stehende Jagdhaus der Familie Lehndorff in Gałkowo (Galkowen, 1938–1945 Nickelshorst) wiederaufgebaut. Seit 2006 ist es Gaststätte und Pension.
Der Schlosspark war völlig verwildert. Er wurde im Sommer 2012 als Projekt Rückschnitt des Wildwuchses im historischen Schlosspark der Jugendbauhütte der Deutschen Stiftung Denkmalschutz durch 40 deutsche Jugendliche in zweiwöchigem Einsatz bearbeitet. Insbesondere die historischen Parkwege und Sichtachsen wurden wieder freigelegt.
An den laufenden Renovierungen ist Bauingenieur Wolfram Jäger maßgeblich beteiligt.
Am 22. Juni 2009 wurde zum 100. Geburtstag von Heinrich Graf von Lehndorff am Schloss ein Gedenkstein eingeweiht.
Der Yachthafen (Marina) von Sztynort ist einer der größten an den Masurischen Seen. Bis 2014 war TIGA der Eigentümer und Betreiber; dann wurde die Anlage versteigert.

## Kirche
(Groß) Steinort war vor 1945 in die evangelische Kirche Rosengarten in der Kirchenprovinz Ostpreußen der Evangelischen Kirche der Altpreußischen Union und in die katholische Angerburger Kirche Zum Guten Hirten im Bistum Ermland eingepfarrt.
Die evangelischen Kirchenglieder Sztynorts sind nun der Kirche in Węgorzewo zugeordnet, einer Filialkirche der Pfarrei Giżycko (Lötzen) in der Diözese Masuren der Evangelisch-Augsburgischen Kirche in Polen. Die katholischen Einwohner sind zur Pfarrei Radzieje im Bistum Ełk (Lyck) der Römisch-katholischen Kirche in Polen orientiert.